# Charly-Oradour
Charly-Oradour (Duits: Karlen) is een gemeente in het Franse departement Moselle in de regio Grand Est. De gemeente telde 793 inwoners op 1 januari 2022.

## Geschiedenis
Aan de oorspronkelijke naam van de gemeente "Charly" werd, op vraag van de gemeenteraad, in 1950 het achtervoegsel "Oradour" toegevoegd als herinnering aan de 44 inwoners van de gemeente die omkwamen bij het bloedbad van Oradour-sur-Glane aangericht door troepen van de SS op 10 juli 1944.
Charly-Oradour maakte tot 2015 deel uit van het arrondissement Metz-Campagne en kanton Vigy. Op 1 januari van dat jaar fuseerde het arrondissement met het arrondissement Metz-Ville tot het arrondissement Metz. Toen het kanton op 22 maart 2015 werd opgeheven werden de gemeenten ervan opgenomen in het kanton Le Pays Messin.

## Geografie
De oppervlakte van Charly-Oradour bedraagt 6,77 vierkante kilometer; Op 1 januari 2022 was de bevolkingsdichtheid 117,1 inwoners per km².
De onderstaande kaart toont de ligging van Charly-Oradour met de belangrijkste infrastructuur en aangrenzende gemeenten.

## Demografie
Onderstaande figuur toont het verloop van het inwonertal.
Antilly · Argancy · Ars-Laquenexy · Ay-sur-Moselle · Bazoncourt · Burtoncourt · Chailly-lès-Ennery · Charleville-sous-Bois · Charly-Oradour · Chesny · Chieulles · Coincy · Colligny-Maizery · Courcelles-Chaussy · Courcelles-sur-Nied · Ennery · Les Étangs · Failly · Flévy · Glatigny · Hayes · Jury · Laquenexy · Maizeroy · Malroy · Marsilly · Mécleuves · Mey · Noisseville · Nouilly · Ogy-Montoy-Flanville · Pange · Peltre · Raville · Retonfey · Saint-Hubert · Saint-Julien-lès-Metz · Sainte-Barbe · Sanry-lès-Vigy · Sanry-sur-Nied · Servigny-lès-Raville · Servigny-lès-Sainte-Barbe · Silly-sur-Nied · Sorbey · Trémery · Vantoux · Vany · Vigy · Vry